# Kotakulon (Bondowoso)
Kotakulon is een bestuurslaag in het regentschap Bondowoso van de provincie Oost-Java, Indonesië. Kotakulon telt 8146 inwoners (volkstelling 2010).